# Sutar
Sutar (nep. सुतार) – gaun wikas samiti w zachodniej części Nepalu w strefie Seti w dystrykcie Achham. Według nepalskiego spisu powszechnego z 2011 roku liczył on 598 gospodarstw domowych i 3614 mieszkańców (1884 kobiety i 1730 mężczyzn).